# Tytuły klasyfikacyjne PZBS w brydżu sportowym
Tytuły klasyfikacyjne PZBS w brydżu sportowym – tytuły za osiągnięcia uzyskiwane w zawodach brydża sportowego przyznawane przez Polski Związek Brydża Sportowego zgodnie z Regulaminem Klasyfikacyjnym PZBS.

## Kryteria mające wpływ na zdobywanie tytułów PZBS
Zawodnicy polscy zdobywając wysokie miejsca w zawodach otrzymują:
- Punkty klasyfikacyjne (PKL),
- Arcymistrzowskie punkty klasyfikacyjne (aPKL),
- Punkty Mistrzowskie (PM), oraz
- Międzynarodowe Punkty Mistrzowskie (MPM).

## Zawody uwzględniane w kryteriach PZBS
Jeśli zawodnik mógł w drużynie grać nie wszystkie rozdania, to opisane dalej punkty otrzymuje w 100% pod warunkiem iż rozegrał co najmniej  50% rozdań (nie licząc walkowerów). Jeśli tych rozdań rozegrał mniej, to liczba przyznawanych mu punktów jest równa: (RR/WM)×PP (RR – liczba Rozegranych Rozdań, WM – Wymagane Minimum, PP – liczba PKL za dane miejsce).
Rangę zawodów  określają współczynniki kwalifikacyjne WK zawodników. Dla zawodników polskich zależą one on posiadanych tytułów. W zawodach w których startują zawodnicy z innych krajów przyznaje się im WK równe:
- 24 – dla zawodników posiadających tytuł WGM lub WLM (w kat. OPEN),
- 19 – dla zawodników posiadających tytuł WIM lub WM, albo SGM lub SLM
- 6 – dla pozostałych zawodników.

Dalej we wzorach często występuje symbol PZ. Jest to liczba punktów, które otrzymuje zwycięzca zawodów danego typu.

### Drużynowe Mistrzostwa Polski
Zawodnicy drużyn grających w poszczególnych klasach rozgrywkowych otrzymują następującą liczbę punktów (PKL):
- Ekstraklasa – 1 miejsce: 2000 PKL, ..., 16 miejsce: 1300 PKL,
- I liga – 1 miejsce: 1300 PKL, ..., 16 miejsce: 700 PKL,
- II liga – 1 miejsce: 700 PKL, ..., 16 miejsce: 300 PKL,
- III liga – 1 miejsce: 300 PKL, ... ostatnie miejsce: 150 PKL,
- IV liga –  1 miejsce: 150 PKL, ..., ostatnie miejsce: 100 PKL,
- Liga popularna – 1 miejsce: 100, ..., ostatnie miejsce: 60 PKL,
- Liga szkolna – 1 miejsce: 50, ..., ostatnie miejsce: 12 PKL.

Wszystkie punkty w ekstraklasie liczone są jako aPKL. Połowa punktów w I. lidze liczona jest jako aPKL.
Zawodnicy, którzy uzyskają tytuły mistrzów i wicemistrzów Polski otrzymują punkty mistrzowskie,
odpowiednio 5, 3 oraz 1 PM.

### Inne cykle rozgrywkowe

#### Zawody do dwóch przegranych
W przypadku zawodów w których grają zespoły systemem "do 2 przegranych" zawodnicy drużyn otrzymują PKL w zależności od liczby zespołów oraz zajętego miejsca:
- 12–20 zespołów – 1 miejsce: 50 PKL, ..., ostatnie miejsce: 5 PKL,
- 21–24 zespołów – 1 miejsce: 60 PKL, ..., ostatnie miejsce: 5 PKL,
- 25–28 zespołów – 1 miejsce: 70 PKL, ..., ostatnie miejsce: 5 PKL,
- > 28 zespołów – 1 miejsce: 80 PKL, ..., ostatnie miejsce: 5 PKL.

#### Zawody w których przegrywający odpada
W zawodach w których przegrywający odpada (system pucharowy) zawodnicy zespołów otrzymują połowę punktów jaka przysługuje w zawodach do 2 przegranych.

#### Punkty za pojedynczy mecz
W pojedynczym meczu, o ile mecz liczy co najmniej 32 rozdania, PKL zdobywają wszyscy grający w meczu zawodnicy w zależności od liczby zdobytych przez drużynę VP. Przelicznik VP na PKL jest następujący:
- 6 – 9 VP → 0,2 × WKM,
- 10 – 12 VP → 0,5 × WKM,
- 13 – 17 VP → 1,0 × WKM,
- 18 – 20 VP → 1,5 × WKM,
- 21 – 24 VP → 1,8 × WKM,
- 25 VP → 2,0 × WKM,

gdzie:
WKM – średni współczynnik WK wszystkich zawodników startujących w meczu (suma WK podzielona przez liczbę zawodników).

### Turnieje
W turniejach (teamów T, par P oraz indywidualnych I) PZ określa się na 2 (opisane poniżej sposoby) i obowiązuje wartość większa.
- PZ = WKT × RT + 0.05 × Z

gdzie: WKT –  współczynnik turnieju, równy sumie WK wszystkich startujących w turnieju, podzielonej przez Z (liczbę startujących zawodników), RT – współczynnik rangi turnieju, którego wartość podana jest dla danego turnieju;
- Wartość PZ może też być określona z następującej tabeli:

| Turniej      | Symbol              | RT | PZ  |
| ------------ | ------------------- | -- | --- |
| Ogólnopolski | OTx****             | 15 | 300 |
| Ogólnopolski | OTx***              | 12 | 200 |
| Ogólnopolski | OTx**               | 10 | 100 |
| Ogólnopolski | OTx                 | 7  | 50  |
| Ogólnopolski | OTx (<40 rozdań)    | 5  |     |
| Regionalny   | RTx*                | 5  | 50  |
| Regionalny   | RTx (min 40 rozdań) | 5  |     |
| Regionalny   | RTx                 | 3  |     |
| Okręgowy     | Okr. Tx             | 2  |     |
| Klubowy      | Klub Tx             | 1  |     |

Po określeniu PZ następni uczestnicy otrzymują PKL według poniższych reguł za zajęcie odpowiedniego miejsca:
- pierwsze (za zwycięzcą) 2% uczestników otrzymuje PKL proporcjonalnie od PZ do 0,9×PZ,
- kolejne 18% uczestników otrzymuje PKL między 0.9×PZ a 0.2×PZ,
- następne 30% uczestników otrzymuje PKL od 0.2×PZ do 0 .

### Mistrzostwa Polski
W Mistrzostwach polski zawodnicy otrzymują PKL w zależności od kategorii zawodników (Open, Kobiety, Miksty, Seniorzy, Juniorzy), kategorii zawodów (Teamy, Pary, Indywidualne), typu rozliczeń (maksy, IMP) i zajętego miejsca.
Z wyjątkiem mistrzostw Juniorów pewna część uczestników (miejsca od 1 do 3) otrzymuje również PM.

#### Open
- Pary maksy (Finał centralny) – 1 miejsce: 500 PKL i 3 PM, 2 miejsce: 400 PKL i 2 PM, 3 miejsce: 320 PKL i 1 PM, ..., 8 miejsce: 160, dalej z obniżką o : 5 PKL;
- Pary impy – 1 miejsce: 250 PKL i 1 PM, 2 miejsce: 200 PKL i 0,5 PM, ..., 8 miejsce: 70, dalej z obniżką o : 5 PKL;
- Teamy – 1 miejsce: 300 PKL i 2 PM, 2 miejsce: 240 PKL i 1 PM, 3 miejsce: 190 PKL i 0.5 PM, ..., 8 miejsce: 80, dalej z obniżką o : 5 PKL;
- Indywidualne – 1 miejsce: 150 PKL i 1 PM, 2 miejsce: 120 PKL i 0,5 PM, ..., 8 miejsce: 40, dalej z obniżką o : 4 PKL;
- Puchar Polski – 1 miejsce: 250 PKL i 1 PM, 2 miejsce: 200 PKL i 0,5 PM, ..., 8 miejsce: 60, dalej z obniżką o : 5 PKL;

#### Kobiety
- Pary – 1 miejsce: 150 PKL i 1 PM, 2 miejsce: 120 PKL i 0,5 PM, ..., 8 miejsce: 48, dalej z obniżką o : 4 PKL;
- Teamy – 1 miejsce: 100 PKL i 0,5 PM, ..., 8 miejsce: 10 PKL, dalej z obniżką o : 4 PKL.

#### Miksty
- Pary – 1 miejsce: 200 PKL i 1 PM, 2 miejsce: 160 PKL i 0,5 PM, ..., 8 miejsce: 70, dalej z obniżką o : 5 PKL;
- Teamy – 1 miejsce: 150 PKL i 0,5 PM, ..., 8 miejsce: 30, dalej z obniżką o : 10 PKL.

#### Seniorzy
- Pary – 1 miejsce: 200 PKL i 1 PM, 2 miejsce: 160 PKL i 0,5 PM, ..., 8 miejsce: 70, dalej z obniżką o : 5 PKL;
- Teamy – 1 miejsce: 150 PKL i 0,5 PM, ..., 8 miejsce: 30, dalej z obniżką o : 10 PKL.

#### Juniorzy do 25 lat i Akademickie Mistrzostwa Polski
- Pary Open – 1 miejsce: 120 PKL, ..., 8 miejsce: 34, dalej z obniżką o : 4 PKL;
- Teamy Open – 1 miejsce: 75 PKL, ..., 8 miejsce: 16, dalej z obniżką o : 4 PKL;
- Miksty – 1 miejsce: 40 PKL, ..., 8 miejsce: 8, dalej z obniżką o : 2 PKL;
- Dziewczęta – 1 miejsce: 30 PKL, ..., 8 miejsce: 6, dalej z obniżką o : 2 PKL;
- Indywidualne – 1 miejsce: 50 PKL, ..., 8 miejsce: 16, dalej z obniżką o : 2 PKL.

#### Juniorzy do 20 lat
- Pary Open – 1 miejsce: 80 PKL, ..., 8 miejsce: 23, dalej z obniżką o : 4 PKL;
- Teamy Open – 1 miejsce: 50 PKL, ..., 8 miejsce: 8, dalej z obniżką o : 4 PKL;
- Miksty – 1 miejsce: 25 PKL, ..., 8 miejsce: 4, dalej z obniżką o : 2 PKL;
- Dziewczęta – 1 miejsce: 20 PKL, ..., 8 miejsce: 1;
- Indywidualne – 1 miejsce: 30 PKL, ..., 8 miejsce: 6, dalej z obniżką o : 2 PKL.

### Rozgrywki kadrowe
W rozgrywkach kadrowych PKL przyznawane są zgodnie z regulaminem rozgrywek kadrowych odpowiedniej kategorii (open, seniorów, kobiet, juniorów, juniorów młodszych itp.). W kat. OPEN PKL mają status aPKL.

### Zawody międzynarodowe
Polscy zawodnicy za zajęcie wysokich miejsc w zawodach międzynarodowych otrzymują aPKL oraz MPM.

#### Kategoria Open
- Bermuda Bowl – 1 miejsce: 5000 aPKL i 12 MPM, ..., 8 miejsce: 1300 aPKL i 1 MPM;
- Drużynowe Mistrzostwa Europy – 1 miejsce: 3000 aPKL i 6 MPM, ..., 4 miejsce: 1500 aPKL i 1 MPM;
- Mistrzostwa Świata Teamów (Rosenblum Cup) – 1 miejsce: 3500 aPKL i 8 MPM, ..., 6 miejsce: 1500 aPKL i 1 MPM;
- Mistrzostwa Świata Par – 1 miejsce: 4000 aPKL i 10 MPM, ..., 8 miejsce: 1700 aPKL i 1 MPM;
- Mistrzostwa Świata Teamów Transnational – 1 miejsce: 2500 aPKL i 4 MPM, ..., 3 miejsce: 1800 aPKL i 1 MPM;
- Mistrzostwa Europy Teamów – 1 miejsce: 2000 aPKL i 3 MPM, ..., 3 miejsce: 1400 aPKL i 1 MPM;
- Mistrzostwa Europy Par – 1 miejsce: 2500 aPKL i 4 MPM, ..., 3 miejsce: 1800 aPKL i 1 MPM;
- Puchar Europy – 1 miejsce: 1200 aPKL i 2 MPM, 2 miejsce: 900 aPKL i 1 MPM, ..., 9 miejsce: 100 aPKL;
- Mistrzostwa Ameryki Płn – 1 miejsce: 1500 aPKL i 2 MPM, 2 miejsce: 1100 aPKL i 1 MPM, ..., 10 miejsce: 100 aPKL;
- WMSG: teamy – 1 miejsce: 1000 aPKL i 1 MPM, 2 miejsce: 850 aPKL i 0,5 MPM, ..., 15 miejsce: 50 aPKL;
- WMSG: pary – 1 miejsce: 750 aPKL, ..., 12 miejsce: 40 aPKL;
- WMSG: indywidualne – 1 miejsce: 500 aPKL, ..., 10 miejsce: 50 aPKL;
- Indywidualne Mistrzostwa Świata – 1 miejsce: 1500 aPKL i 2 MPM, 2 miejsce: 1350 aPKL i 1 MPM, ..., 25 miejsce: 50 aPKL.

#### Kategorie Kobiet, Mikstów i Seniorów
- Olimpiada, Venice Cup, Senior Bowl – 1 miejsce: 1500 aPKL i 3 MPM, 2 miejsce: 1300 aPKL i 2 MPM, 3 miejsce: 1000 aPKL i 1 MPM, ..., 15 miejsce: 50 aPKL;
- Drużynowe Mistrzostwa Europy – 1 miejsce: 1000 aPKL i 2 MPM, 2 miejsce: 850 aPKL i 1 MPM, 3 miejsce: 750 aPKL i 0,5 MPM, ..., 15 miejsce: 50 aPKL;
- Otwarte Mistrzostwa Świata – 1 miejsce: 1000 aPKL i 2 MPM, 2 miejsce: 850 aPKL i 1 MPM, 3 miejsce: 750 aPKL i 0,5 MPM, ..., 15 miejsce: 50 aPKL;
- Otwarte Mistrzostwa Europy – 1 miejsce: 800 aPKL i 1,5 MPM, 2 miejsce: 670 aPKL i 1 MPM, 3 miejsce: 570 aPKL i 0,5 MPM, ..., 11 miejsce: 40 aPKL.

#### Kategorie Młodzieżowe
- Drużynowe Mistrzostwa Świata (Studenci, Juniorzy) – 1 miejsce: 800 aPKL, ..., 16 miejsce: 20 aPKL;
- Drużynowe Mistrzostwa Świata (Młodzież Szkolna, Dziewczęta) – 1 miejsce: 200 aPKL, ..., 9 miejsce: 20 aPKL;
- Drużynowe Mistrzostwa Europy (Studenci, Juniorzy) – 1 miejsce: 600 aPKL, ..., 10 miejsce: 30 aPKL;
- Drużynowe Mistrzostwa Europy (Młodzież Szkolna, Dziewczęta) – 1 miejsce: 400 aPKL, ..., 8 miejsce: 10 aPKL;
- World Youth Congress (Swiss) – 1 miejsce: 400 aPKL, ..., 10 miejsce: 20 aPKL;
- World Youth Congress (BAM) – 1 miejsce: 200 aPKL, ..., 6 miejsce: 20 aPKL;
- World Youth Congress (Pary) – 1 miejsce: 300 aPKL, ..., 10 miejsce: 10 aPKL;
- Mistrzostwa Europy Par (Juniorzy) – 1 miejsce: 500 aPKL, ..., 15 miejsce: 20 aPKL;
- Mistrzostwa Europy Par (Młodzież Szkolna, Dziewczęta, Miksty) – 1 miejsce: 300 aPKL, ..., 10 miejsce: 10 aPKL;
- Indywidualne Mistrzostwa Świata Juniorów – 1 miejsce: 400 aPKL, ..., 13 miejsce: 20 aPKL.

## Tytuły PZBS w zależności od osiągniętych kryteriów
| Tytuły PZBS               | Tytuły PZBS | Tytuły PZBS | Tytuły PZBS       | Tytuły PZBS       | Tytuły PZBS       | Tytuły PZBS       |
| Tytuł klasyfikacyjny      | Symbol      | WK          | Norma na tytuł    | Norma na tytuł    | Norma na tytuł    | Norma na tytuł    |
| Tytuł klasyfikacyjny      | Symbol      | WK          | PKL               | aPKL              | PM                | MPM               |
| ------------------------- | ----------- | ----------- | ----------------- | ----------------- | ----------------- | ----------------- |
| Debiutant                 | D           | 0           |                   |                   |                   |                   |
| Kandydat                  | K           | 0,5         | 50                |                   |                   |                   |
| Adept                     | Ad          | 1,0         | 100               |                   |                   |                   |
| Mistrz Klubowy            | M           | 1,5         | 200               |                   |                   |                   |
| Mistrz Okręgowy           | MO          | 2,0         | 500               |                   |                   |                   |
| Mistrz Wojewódzki         | MW          | 2,5         | 800               |                   |                   |                   |
| Mistrz Regionalny         | MR          | 3           | 1200              |                   |                   |                   |
| Mistrz Krajowy            | MK          | 4,0         | 2000              |                   |                   |                   |
| Mistrz Krajowy            | MK          | 5,0         | 3000              |                   |                   |                   |
| Mistrz Międzynarodowy     | MM          | 7,0         | 5000              | 2000              |                   |                   |
| Mistrz Międzynarodowy     | MM          | 9,0         | 8000              | 4000              |                   |                   |
| Mistrz Międzynarodowy     | MM          | 11,0        | 8000              | 4800              |                   |                   |
| Arcymistrz                | A           | 12,0        | 10 000            | 6000              |                   |                   |
| Arcymistrz                | A           | 13,0        | 10 000            | 6000              | 1                 |                   |
| Arcymistrz                | A           | 15,0        | 10 000            | 7000              | 2                 |                   |
| Arcymistrz                | A           | 17,0        | 10 000            | 7000              | 3                 |                   |
| Arcymistrz Międzynarodowy | AM          | 18,0        | 20 000            | 16 000            |                   |                   |
| Arcymistrz Międzynarodowy | AM          | 19,0        | 20 000            | 15 000            |                   | 2                 |
| Arcymistrz Międzynarodowy | AM          | 21,0        | 20 000            | 16 000            |                   | 3                 |
| Arcymistrz Światowy       | AS          | 24,0        | tytuł WGM lub WLM | tytuł WGM lub WLM | tytuł WGM lub WLM | tytuł WGM lub WLM |

Do każdego tytułu (do Arcymistrza Krajowego włącznie) po wypełnieniu 20% wymaganej normy na wyższy tytuł dodawany jest symbol ♣, po kolejnych 20% – symbol ♦, oraz zgodnie z tą zasadą kolejno ♥ i ♠. Przykładowy, pełny tytuł może być taki: Debiutant z symbolem ♠.

## Ranking zawodników w PZBS
PZBS prowadzi bieżący ranking wszystkich zawodników. Jest to jeden, wspólny ranking obejmujący wszystkie kategorie.
W rankingu PZBS najwyżej ceniony jest tytuł (T), dalej współczynnik klasyfikacyjny (WK) i PKL.
Na dzień 24 stycznia 2021 początkowe pozycje rankingu PZBS zajmowali:
| Ranking PZBS | Ranking PZBS          | Ranking PZBS | Ranking PZBS | Ranking PZBS |
| Poz          | Zawodnik              | T            | WK           | PKL          |
| ------------ | --------------------- | ------------ | ------------ | ------------ |
| 1.           | Apolinary Kowalski    | AS           | 24           | 180 615      |
| 2.           | Cezary Balicki        | AS           | 24           | 143 379      |
| 3            | Jacek Kalita          | AS           | 24           | 139 491      |
| 4.           | Piotr Gawryś          | AS           | 24           | 139 327      |
| 5.           | Adam Żmudziński       | AS           | 24           | 132 860      |
| 6.           | Piotr Tuszyński       | AS           | 24           | 131 710      |
| 7.           | Michał Nowosadzki     | AS           | 24           | 130 655      |
| 8.           | Stanisław Gołębiowski | AS           | 24           | 127 468      |
| 9.           | Michał Kwiecień       | AS           | 24           | 126 477      |
| 10.          | Krzysztof Jassem      | AS           | 24           | 119 814      |